# Vandenberg AFB (Kalifornija)
Vandenberg AFB je naseljeno područje za statističke svrhe u američkoj saveznoj državi Kalifornija. Prema popisu stanovništva iz 2010. u njemu je živjelo 3.338 stanovnika.